# Копылов, Сергей Анатольевич
Сергей Анатольевич Копылов (род. 23 июня 1963, Славянск) — украинский историк-славист, историограф, доктор исторических наук, профессор. Сын историка Анатолия Копылова. С 30 января 2013 года – ректор Каменец-Подольского национального университета имени Ивана Огиенко.

## Биография
Окончил исторический факультет Киевского университета (1985). Работал ассистентом, стажёром-исследователем Луцкого педагогического института, в 1987 году проходил стажировку в Софийском университете (Болгария). В 1988 году защитил кандидатскую диссертацию на тему: «Участие рабочего молодёжного союза в укреплении народно-демократической власти в Болгарии». С 1988 — в Каменец-Подольском педагогическом институте: ассистент, старший преподаватель, доцент, профессор. С 2002 — декан исторического факультета, с 2006 — заведующий кафедрой всемирной истории. В том же году защитил докторскую диссертацию на тему: «Украинская историческая славистика нового времени: истоки, становление и этапы развития».

## Научная деятельность
Член редколлегий научных сборников: «Научные труды Каменец-Подольского государственного университета: Исторические науки»; «Образование, наука и культура на Подолье: Сборник научных трудов»; «Иван Огиенко и современная наука и образование»; «Славистический альманах». Автор и соавтор нескольких учебников и учебных пособий. Научное наследие — более 100 работ.

## Труды
- Новітня історія країн Європи і Америки (1918—1945 рр.). Кам'янець-Подільський, 1997 (в соавт.);
- Новітня історія країн Європи і Америки (1918—1945 рр.). К., 2003 (в соавт.);
- Новітня історія країн Європи і Америки (1945—2002 рр.). К., 2004 (у соавт.);
- Проблеми історії слов'янських народів в історичній думці України (остання третина XVII — початок XX ст.). Кам'янець-Подільський, 2005;
- Джерелознавство нової і новітньої історії країн Європи і Америки. Кам'янець-Подільський, 2007.